# Anastasio Villazón
General de brigada Anastasio Villazón (Cartagena de Indias, Virreinato de Nueva Granada, 18 de noviembre de 1788 – Cochabamba, Bolivia, 31 de marzo de 1852)fue un militar boliviano que sirvió durante las Guerras de Independencia Hispanoamericanas. Fue tío abuelo del presidente boliviano Eliodoro Villazón, quien también ejerció como vicepresidente.

## Juventud y educación
Anastasio Villazón era el hijo de Manuel Villazón Lluch y Benedicta Ramallo Posada. Vino al mundo en Cartagena de Indias el 18 de noviembre de 1788. Su padre se destacaba como político local, mientras que su madre era la descendiente del coronel Francisco de Paula Ramallo Quiroga. Gran parte de su juventud la pasó en Cartagena, aunque también vivió durante un período en Francia y España. Durante los años 1802 y 1805, residió con su tío, Fadrique Ramallo Posada, en Sevilla.
Recibió su formación académica en la Pontificia Universidad Javeriana, donde obtuvo su título de abogado en 1812. Durante su período en la universidad, se sumó al movimiento destinado a derrocar el régimen español en América. Al completar sus estudios, coincidió con la promulgación de la Constitución de Cádiz, convirtiéndose en un ferviente defensor de la causa independentista. A pesar de que sus familiares eran partidarios del rey, decidió abandonar Cartagena para enrolarse en el ejército de Simón Bolívar.

## Guerras de Independencia Hispanoamericana
Villazón tomó parte en la campaña de Liborio Mejía, que lo llevó a ser proclamado Presidente de la Nueva Granada el 22 de junio de 1816. Por su contribución a este acontecimiento, Villazón fue promovido al rango de capitán. Sin embargo, el 16 de septiembre, las fuerzas españolas reconquistaron Nueva Granada y ejecutaron a Mejía, junto con otros rebeldes. Villazón fue capturado por las tropas españolas y llevado como prisionero a Cartagena.
En 1817, Villazón logró escapar de sus captores, dirigiéndose hacia el delta del Orinoco. Se reintegró al ejército bolivariano y participó en la Batalla del Pantano de Vargas el 25 de julio de 1819, asegurando la independencia de la República de Nueva Granada y contribuyendo al triunfo del Congreso de Angostura. Pocos días después, volvió a la acción en la Batalla de Boyacá el 7 de agosto. Aunque resultó herido y estuvo al borde de la muerte, Villazón fue nuevamente capturado por las fuerzas realistas. Pasó siete meses en prisión en Cuba hasta que se logró la liberación de los prisioneros republicanos.
Después de regresar a Cartagena y contraer matrimonio, Anastasio Villazón continuó su travesía hacia el sur, llegando hasta Perú. Para el año 1823, ya ostentaba el rango de mayor y se le confió el mando del batallón Esperanza, que tenía la misión de unirse al ataque hacia Lima. Aunque no participó en la Batalla de Ayacucho, ya que tenía la encomienda de marchar hacia La Paz, sí estuvo presente en el Combate de Uripa, lo que le valió ser ascendido a teniente coronel. En 1824, colaboró con el general Francisco O'Connor en lo que hoy es Bolivia, desempeñando un papel crucial en asegurar la retirada de las fuerzas realistas restantes en el Alto Perú. Por sus destacadas acciones, fue ascendido a coronel. Al ingresar a Cochabamba en noviembre de 1824, fue recibido con beneplácito por la población y se le otorgaron tierras en las cercanías de Cochabamba.
En 1829, Anastasio Villazón fue promovido al rango de general de brigada por respaldar el derrocamiento de Pedro Blanco Soto. No obstante, Villazón expresó críticas hacia el entonces presidente José Miguel de Velasco.Sus insultos abiertos hacia Velasco llevaron a su exclusión de la lista militar de Bolivia. Aunque fue reinstalado en 1839, Villazón optó por no regresar al servicio activo y se retiró a sus tierras en Tarata.

## Matrimonio y familia
Después de su segundo período en prisión, Villazón regresó a Cartagena, donde contrajo matrimonio con Teresa Rojas Monsalve el 11 de noviembre de 1820. De esta unión nacieron dos hijos: José Ignacio y Paula. La familia de Villazón lo acompañó a Bolivia y, al concluir la guerra, decidieron establecerse cerca de Cochabamba.

## Años posteriores y muerte
Villazón falleció en Cochabamba el 31 de marzo de 1854, a la edad de 63 años. Durante las últimas décadas de su vida, se mantuvo apartado del servicio militar. Aunque tuvo un breve periodo como Prefecto de Cochabamba en 1845, respaldando las políticas del presidente José Ballivián, quien fue derrocado en 1847. Después de ese año, Villazón permaneció políticamente inactivo hasta su fallecimiento.